# 十七歳の地図 (曲)
「十七歳の地図」（じゅうななさいのちず）は、日本のシンガーソングライターである尾崎豊の2枚目のシングル。英題は「SEVENTEEN'S MAP」（セブンティーンズ・マップ）。
1984年3月21日にCBSソニーからリリースされた。作詞・作曲は尾崎が行い、プロデュースは須藤晃が担当している。
ファーストアルバム『十七歳の地図』（1983年）からのリカットであり、タイトルは中上健次の小説『十九歳の地図』（1973年）に因んで須藤が名付けた。須藤が会社帰りに歩道橋の上から夕陽を見て涙したエピソードを基に尾崎が制作した曲であり、本作の完成度に驚愕した須藤によって尾崎のファーストアルバムのレコーディングが開始される事となった。
ファーストアルバムのロングセールスを狙ってシングル化され、その後尾崎の生前のライブにおいてほぼ欠かさず演奏される定番曲となった。

## 背景
アルバム『十七歳の地図』およびシングル「15の夜」でデビューした尾崎は、1984年2月12日に千葉マザース、2月14日に藤沢BOWにてシークレットライブを行い、千葉マザースでは聴衆5人の前での演奏となり、聴衆よりもバンドメンバーの方が多い状態であった。尾崎が退学した青山学院高等学校の卒業式の日である3月15日には新宿ルイードにて初の単独ライブが行われた。バックバンドのメンバーは一度プロデビューを果たしたエイプリルバンド（後のHeart Of Klaxon）が担当、当日は定員300人を超える600人が動員された。ライブ当日尾崎は40度近い発熱があり、解熱用の注射を打って参加する事となった。前夜には通学路の電柱に告知用のポスターを貼り付けし、「みんなよくがんばった! 卒業おめでとう!」という一文が尾崎によって書き加えられた。

## 録音、制作
1982年にCBSソニーが開催した「SDオーディション」に合格した尾崎は、担当となった音楽プロデューサーである須藤晃と月に一度会合する事となった。会合の席で須藤は尾崎の作成したデモテープや大学ノートに綴られた歌詞に目を通していたが、尾崎の書く歌詞は大人びたまるで人生を悟ったかのようなものであり、須藤の望むような作品ではなかったため音楽に関する話はせず、尾崎の読む本の話や日常の話をするに留めていた。また、尾崎がオーディションで演奏した「ダンスホール」のテープを聴いた須藤は、歌詞が大人びている事から当初は「この歌は、コイツ（尾崎）が創ったんじゃないよ」と周囲に断言していた。そして須藤は大人びた視点の歌詞ではなく、17歳の少年の息遣いが感じられるような「もっとシャープな歌が欲しい」と尾崎に言い続けていた。
その後須藤は中上健次の小説『十九歳の地図』（1973年）に登場する新聞配達の少年と尾崎のイメージを重ねていた事から、ファーストアルバムのタイトルを『十七歳の地図』と決定。須藤は尾崎に対して「十七歳の地図」というタイトルの曲を制作するよう指示を出す事となった。その際に須藤は「珍しく会社から早く引き揚げた日、家に帰る途中の歩道橋の上で、ぼんやりと夕陽を見ていたら、涙が出てきてしまってね。忙しい仕事、妻と小さな子供二人。青春には、もう永遠に戻れないほど年齢を取ってしまった気がしたんだ」と尾崎に述べ、それを受けた尾崎は「歩道橋に立って夕陽を見ていると、強く生きていかなければと思う。やっていかなければと思う」と回答した。尾崎は須藤の話を受けサビの歌詞を完成させ、歌詞を見た須藤は「これだよ! この曲だよ」と叫び絶賛した。この曲を切っ掛けとして、須藤は本作的なレコーディングの準備に取り掛かり、それまでに尾崎が制作したデモテープや歌詞カードを取り出して「じゃ、いよいよやろうよ。どれから始める?」と話すと、尾崎は「えーっ、やっとレコーディングしてくれるんですか」と顔を輝かせたという。
その後1983年8月24日から8月25日にかけて、ソニー信濃町スタジオにて本作のリズム録りが開始された。編曲を担当した西本明は当日初めて尾崎のレコーディングに参加する事となった。

## 音楽性と歌詞
本作の歌詞は当時青山学院高等部の生徒であった尾崎が、須藤の話を受け学校帰りに夕日を見に訪れていた、渋谷駅前の東邦生命ビルの屋上テラスで街並みを眺めていたときに着想した曲である。そのため、屋上テラスにはこの曲の一部の歌詞が刻まれた記念碑が設置されている。
須藤は自身が「十七歳の地図」というタイトルを提示した所、尾崎が本作を完成させた事に驚愕した。須藤は尾崎と出会ってからそれまでは自身の知識量や見識の広さなどから尾崎を下に見ていたかもしれないと述べ、本作の歌詞を見たときに「彼は僕がどんなふうにしてもかなわない何かを持っている」、「僕よりももっと鋭いシャープな感性を持っている」と確信しひれ伏すような気持になったという。須藤はそれまで尾崎の才能に気付いておらず、本作によってそれに気づいたと述べた他、「ダンスホール」を始めそれ以外のデモテープの作品も全て尾崎自身が制作していると確信したと述べている。編曲を担当した西本を始め、町支寛二や他のミュージシャン達も、尾崎の作品に関しては「詞がいい」と一様に評価していたという。
西本への編曲に関する発注イメージとして、ブルース・スプリングスティーンの「明日なき暴走」（1975年）が伝えられた。本作は当初カントリーロックのような曲調であったと須藤は述べており、またレコーディング時に勢いづいた尾崎は歌の出だしから1オクターヴ高いキーで歌い始めたため、サビで1オクターヴ下げる事になったとも述べている。

## リリース
1984年3月21日にCBSソニーより7インチレコードでリリースされた。B面曲「OH MY LITTLE GIRL」は、1994年にドラマタイアップとして改めてシングルカットされ、ミリオンセラーとなった。
デビューアルバム『十七歳の地図』からのリカットであり、アルバムのロングセールスを狙ってシングル化が企画された。また同年3月15日に行われた新宿ルイードでの初単独ライブや5月8日、9日の再度のルイードライブおよび6月から開始される「六大都市ライブハウス・ツアー」をバックアップするためにリリースされた。シングルカットとして本作が選ばれた理由は、ラジオ放送などでより多くの人の耳に入り、アルバムおよびライブに関心を持ってもらうためであった。そのような事情もあり、本作はシングル用に再レコーディングされ別バージョンとして収録された。シングルバージョンはアルバムと異なるミックスとなっている他、尾崎のボーカルにも尾崎自身の声でハーモニーが加えられ、よりポップな雰囲気となり当時のラジオ放送に適した形となった。シングルバージョンは、CD-BOX『TEENBEAT BOX』（1995年）内の『RARE TRACKS』にて初CD化された。

## ミュージック・ビデオ
本作では尾崎にとって初のPVが制作された。監督は佐藤輝。蝶や蜂など昆虫の映像と砂丘に佇む尾崎の姿、1984年3月15日の新宿ルイードでのデビューライブのモノクロ映像で構成されている。PVでは尾崎の上半身に蜂蜜を塗布し数十匹の虫を貼り付けており、尾崎は虫が苦手であったが何も言わずに撮影に従っていた。その後尾崎のPVは佐藤が複数作担当する事となるが、尾崎が佐藤の演出にNGを出した事は一度もなかった。
砂丘に尾崎が佇むシーンの撮影は、静岡県浜松市にある中田島砂丘にて行われた。撮影には強い光を放つアークライトが使用され、尾崎は「絶対に直視しないように」と念を押されていたものの、ライトの横にカメラがあるため光が目に入り、炎症を起こしたためすぐに救急車で運ばれたが大事には至らなかった。
1984年当時、深夜番組においてPVを扱う番組が増加し、多くは洋楽ミュージシャンのPVであったが一部では邦楽ミュージシャンに特化した番組も存在した。当時映像作品を積極的に制作していたソニー所属のアーティストは放送される機会が多く、本作のPVもその中に含まれていた。このPVは後にビデオ『6 PIECES OF STORY』（1986年）に収録された。

## カバー
- 175R - 『"BLUE" A TRIBUTE TO YUTAKA OZAKI』（2004年）[15]

## シングル収録曲
| 全作詞・作曲: 尾崎豊、全編曲: 西本明。 |                                   |        |            |      |
| #                                      | タイトル                          | 作詞   | 作曲・編曲 | 時間 |
| 1.                                     | 「十七歳の地図」(SEVENTEEN'S MAP) | 尾崎豊 | 尾崎豊     | 5:02 |
| 2.                                     | 「OH MY LITTLE GIRL」             | 尾崎豊 | 尾崎豊     | 4:35 |
| 合計時間:                              | 合計時間:                         | 9:37   |            |      |

## スタッフ・クレジット

### 参加ミュージシャン
- 滝本季延 - ドラムス
- 本田達也 - ベース
- 青山徹 - ギター
- 鳥山雄司 - ギター
- 西本明 - エレクトリックピアノ、グロッケンシュピール
- ダディ柴田 - サクソフォーン
- 石井空太郎 - パーカッション

### スタッフ
- 須藤晃 - プロデューサー
- 助川健 - レコーディング、ミックス・エンジニア
- 田島照久 - デザイン、アート・ディレクション、写真撮影
- いとうたかし - セカンド・エンジニア
- 大野邦彦 - セカンド・エンジニア
- 村上茂 - プロモーション・スタッフ

## リリース履歴
| No. | 日付          | レーベル  | 規格 | 規格品番 | 最高順位 | 備考 |
| --- | ------------- | --------- | ---- | -------- | -------- | ---- |
| 1   | 1984年3月21日 | CBSソニー | EP   | 07SH1476 | -        |      |

## 収録アルバム
スタジオ音源（アルバムバージョン）
- 『十七歳の地図』（1983年）
- 『13/71 - THE BEST SELECTION』（2004年）
- 『SATURDAY 〜ROCK'N'ROLL BEST OF YUTAKA OZAKI』（2008年）
- 『ALL TIME BEST』（2013年）

スタジオ音源（シングルバージョン）
- 『TEENBEAT BOX』（1995年）
- 『ARTERY & VEIN : THE VERY BEST OF YUTAKA OZAKI』（1999年）

ライブ音源
- シングル「DRIVING ALL NIGHT」B面（1985年） - 「SEVENTEEN'S MAP'85」のタイトルで、1985年8月25日の大阪球場での公演から収録。
- 『LAST TEENAGE APPEARANCE』（1987年） - 1985年11月15日の代々木オリンピックプール第一体育館での公演から収録。
- 『約束の日 Vol.1』（1993年） - 生前、最後のライブとなった1991年10月30日の代々木オリンピックプール第一体育館での公演から収録。
- 『MISSING BOY』（1997年） - 1985年11月14日の代々木オリンピックプール第一体育館での公演から収録。
- 『OSAKA STADIUM on August 25th in 1985 Vol.2』（1998年）
- 『LIVE CORE LIMITED VERSION YUTAKA OZAKI IN TOKYO DOME 1988/9/12』（2013年） - 1988年9月12日の東京ドームでのライブ『LIVE CORE』から収録。